# Mairi (ort)
Mairi är en ort i Brasilien.   Den ligger i kommunen Mairi och delstaten Bahia, i den östra delen av landet, 1 000 km nordost om huvudstaden Brasília. Mairi ligger 471 meter över havet och antalet invånare är 13 471.
Terrängen runt Mairi är huvudsakligen platt, men åt sydväst är den kuperad. Terrängen runt Mairi sluttar österut.
Omgivningarna runt Mairi är huvudsakligen savann. Runt Mairi är det ganska glesbefolkat, med 21 invånare per kvadratkilometer.